# もちひよこ
もちひよこは、日本の女性バーチャルYouTuber（以下、VTuber）、3Dモデラー。YouTubeを主な活動場所としつつ、一部の動画はニコニコ動画に投稿している。個人で活動しているが、日本テレビ放送網によるVTuberネットワーク「V-Clan」に参加している。かつてENTUMに所属していたほか、VTuberプロダクション「もちぷろ」を運営していたこともある。

## 人物
紫色のツインテールと姫カットが特徴の小柄な少女だが、実年齢不詳（外見年齢は11歳くらい）の自称「人生2周目幼女」で、たびたびメタを含む大人びた発言を放つ。「もちひよこお姉さん」という成長した姿や「もちひより」という男子の姿になることもある。活動当初、低音質で配信していたためボイスチェンジャーによるバ美肉を疑われたことがあるが、正真正銘の女性である。好きなものはパズルゲーム、幼女、2次元王子様。また、「もともとミニーちゃんの中の人になりたかった」と発言するほどのディズニーファン。実の姉がおり、ゲーム実況などで共演することがある。
企画、モデリングから動画制作までこなす技術系VTuber。自身の3Dモデルを配布するのみならず、他のVTuberの3Dモデル作成実績もある（#3Dモデリング参照）。その技術力を活かして、活動初期には物理演算を活用したゲームの制作・プレイ動画が話題になったほか、3Dモデルの作成方法を視聴者に解説する生放送を配信したり、3Dのミュージック・ビデオ（MV）を自作したりしている。
甲賀流忍者!ぽんぽこ（以下、ぽんぽこ）、さえきやひろ、星咲ちあとともに、個人勢女性VTuberユニット「てぇてぇトレイン」を組んでいる。さえきやひろとは小学生姿の3Dモデラーという共通点があり、「lil poly（りるぽり）」というコンビ名でたびたびコラボしている。また、勇気ちひろをデビュー時から気に入っており、その縁で勇気ちひろの3Dモデル制作を担当している。

## 来歴
2018年
- 1月2日、YouTubeにチャンネルを開設。
- 1月5日、チャンネル初の動画を投稿。
- 4月1日、エイプリルフールに合わせて「お姉さん」モデルを披露。
- 4月9日、バーチャルYouTuberのマネジメント事務所「ENTUM」に所属。
- 10月27日、ミライアカリの1周年記念イベント「Mi:Live2018 〜2年目もいきま→しょう!〜」の開演前に来場者の出迎えを務めた。
- 11月8日、てぇてぇトレイン結成（ユニット名決定は後日）。

2019年
- 1月5日、活動1周年を記念したMVを公開。
- 1月25日、自身が主催の「新VTuberの魂オーディション」を開催。
- 1月27日、バーチャルライブ配信アプリIRIAMのYouTube公式番組「新春!IRIAM文化祭〜みんなとつくる初生放送番組〜」の司会を務めた。
- 5月5日、こどもの日に合わせて「もちひより」モデルを披露。
- 7月27日、VTuberプロダクション「もちぷろ」設立。
- 12月31日、ENTUM活動終了。個人勢として活動継続。

2020年
- 6月28日、「V-Clan」にもちぷろとして参加。
- 8月18日、大須のコンセプトカフェ「未来CAFEみくるカフェ&バー」のイメージキャラクターをデザイン。
- 9月26日、秋葉原のゲーマーズ本店にて「もちぷろポップアップストア」開催。

2021年
- 1月5日、活動3周年に合わせて新たな3Dモデルを披露。
- 2月28日、もちぷろの所属VTuberが独立。

2022年
- 5月6日、ぽんぽこが開設したYouTubeチャンネル「パラレルウォーカー」にピーナッツくん、ミミック、ふぇありすとともに初期メンバーとして参加。
- 8月13日 - 28日、大阪ステーションシティ内「バール・デルソーレ」にてコラボカフェを開催（パラレルウォーカー名義）。

## 出演

### テレビ番組
2019年
- バーチャルさんはみている（1月9日、TOKYO MX）
- news zero（1月11日、日本テレビ）
- アナ行き!（2月21日、テレビ朝日）

### イベント
2018年
- 夏休み!第一回真夏のENTUMコラボ祭り2018第1弾（7月26日）
- Mi:Live2018 〜2年目もいきま→しょう!〜（10月27日）
- バーチャル大晦日2018〜みんなで年越しブイッとね!〜（12月31日）

2019年
- 平成最後のバーチャル新年会（1月20日）
- 新春!IRIAM文化祭〜みんなとつくる初生放送番組〜（1月27日）
- 会える!話せる!VTuberおしゃべりフェスonバレンタイン（2月15日）
- FAVRIC（9月29日）

2020年
- 俺の壁ドンは○○過ぎる ~Bitter Sweet~（3月11日）
- VTuberFallGuysParty!!（9月30日）
- VTuberおバカぐらんぷり2（11月28日）

2021年
- バーチャルアイデアを考えよう〜大阪でバーチャルを盛り上げる〜（3月14日）

2022年
- TOKYO IDOL FESTIVAL 2022 バーチャルTIF（8月5日、てぇてぇトレイン名義）

## タイアップ
- ワンダープラネット - ゲーム「クラッシュフィーバー」（2018年12月4日 - ）[39]
- Favorite - ワンピース（2020年7月）[40]、パーカー（2022年7月）[41]
- ココナラ - VTuber用キャラクター制作（2020年10月）[42][43]
- フルーツポット - アロマミスト「午後のひよこ」（2020年11月28日 - ）[44]

## 書籍
- コンプティーク9月号増刊 Vティーク[45]（2018年7月26日発売）
- コンプティーク2019年8月号増刊 Vティーク VOL.4[46]（2019年7月29日発売）

## 3Dモデリング

### バーチャルYouTuber
- カミナリアイ / ボヤッキー（2018年11月17日）[47]
- もちぷろメンバーは下記参照
- 勇気ちひろ（にじさんじ所属、2019年8月27日）[4]
- バーチャル中田ヤスタカ（2020年12月27日）[4]
- 小町あかね（2021年4月30日）[4] - ココナラのタイアップ企画で制作[48]。

### テレビドラマ
- NHKドラマ『デジタル・タトゥー』 VTuberともちん（2019年5月18日）[49]

## ディスコグラフィ
| 発売日        | タイトル                      | 収録作品      | 規格 | 備考                                     |
| ------------- | ----------------------------- | ------------- | ---- | ---------------------------------------- |
| 2020年8月15日 | 雨に唄えば feat.もちぽこ      | VirtuaREAL.02 |      | ぽんぽことのユニット「もちぽこ」による曲 |
| 2021年6月20日 | School Boy（feat.もちひよこ） | Tele倶楽部    |      | ピーナッツくんとのコラボ曲               |

## もちぷろ
2019年7月27日にもちひよこが設立した個人VTuberプロダクション。2021年2月28日をもって全員独立。所属メンバーの3Dモデルは全てもちひよこが制作していた。
メンバー
- もちひよこ
- おうまゆう（2020年6月23日卒業、療養後は個人で活動）
- 神野たね

2020年2月22日より加入
- 九重このの
- 雨町わたげ